# Scopula vittora
Scopula vittora är en fjärilsart som beskrevs av William Schaus 1901. Scopula vittora ingår i släktet Scopula och familjen mätare. Inga underarter finns listade.